# Indy Lights 2022
De Indy Lights 2022 was het zesendertigste kampioenschap van de Indy Lights.
In 2022 werd de organisatie van het kampioenschap overgenomen door de IndyCar Series. Andersen Promotions, de voormalige organisator, bleef wel verantwoordelijk voor het Indy Pro 2000 Championship en de U.S. F2000.
Linus Lundqvist werd kampioen met vijf overwinningen.

## Teams en rijders
Alle teams rijden met een Dallara-chassis en een AER-motor met 4 cilinders. Cooper levert de banden voor alle teams.
| Team                                     | Nr | Rijders             | Races |
| ---------------------------------------- | -- | ------------------- | ----- |
| Abel Motorsports                         | 11 | Antonio Serravalle  | 1-2   |
| Abel Motorsports                         | 15 | Flinn Lazier        | 12-14 |
| Abel Motorsports                         | 51 | Jacob Abel          | Alle  |
| Abel Motorsports                         | 61 | Ryan Phinny         | 3-6   |
| Andretti Autosport                       | 2  | Sting Ray Robb      | Alle  |
| Andretti Autosport                       | 27 | Hunter McElrea      | Alle  |
| Andretti Autosport                       | 28 | Christian Rasmussen | Alle  |
| Andretti Autosport                       | 83 | Matthew Brabham     | Alle  |
| Force Indy                               | 99 | Ernie Francis jr.   | Alle  |
| Global Racing Group with HMD Motorsports | 24 | Benjamin Pedersen   | Alle  |
| HMD Motorsports with Dale Coyne Racing   | 7  | Christian Bogle     | Alle  |
| HMD Motorsports with Dale Coyne Racing   | 11 | Antonio Serravalle  | 3-9   |
| HMD Motorsports with Dale Coyne Racing   | 11 | James Roe jr.       | 10-11 |
| HMD Motorsports with Dale Coyne Racing   | 11 | Nolan Siegel        | 13-14 |
| HMD Motorsports with Dale Coyne Racing   | 21 | Kyffin Simpson      | 9-14  |
| HMD Motorsports with Dale Coyne Racing   | 26 | Linus Lundqvist     | Alle  |
| HMD Motorsports with Dale Coyne Racing   | 59 | Manuel Sulaimán     | 1-2   |
| HMD Motorsports with Dale Coyne Racing   | 79 | Danial Frost        | Alle  |
| TJ Speed Motorsports                     | 12 | James Roe jr.       | 1-9   |
| TJ Speed Motorsports                     | 21 | Kyffin Simpson      | 1-8   |

## Races
| Race | Datum        | Racenaam                                          | Circuit                                     | Locatie            |
| ---- | ------------ | ------------------------------------------------- | ------------------------------------------- | ------------------ |
| 1    | 27 februari  | Indy Lights Grand Prix of St. Petersburg          | Stratencircuit Saint Petersburg             | St. Petersburg, FL |
| 2    | 1 mei        | Indy Lights Grand Prix of Barber Motorsports Park | Barber Motorsports Park                     | Birmingham, AL     |
| 3    | 13 mei       | Indy Lights Grand Prix of Indianapolis            | Indianapolis Motor Speedway (binnencircuit) | Speedway, IN       |
| 4    | 14 mei       | Indy Lights Grand Prix of Indianapolis            | Indianapolis Motor Speedway (binnencircuit) | Speedway, IN       |
| 5    | 4 juni       | Indy Lights Detroit Grand Prix                    | Belle Isle Park                             | Detroit, MI        |
| 6    | 5 juni       | Indy Lights Detroit Grand Prix                    | Belle Isle Park                             | Detroit, MI        |
| 7    | 12 juni      | Indy Lights Grand Prix at Road America            | Road America                                | Elkhart Lake, WI   |
| 8    | 3 juli       | Indy Lights at Mid-Ohio                           | Mid-Ohio Sports Car Course                  | Lexington, OH      |
| 9    | 23 juli      | Indy Lights at Iowa Speedway                      | Iowa Speedway                               | Newton, IA         |
| 10   | 7 augustus   | Indy Lights Music City Grand Prix                 | Nashville Street Circuit                    | Nashville, TN      |
| 11   | 20 augustus  | Indy Lights at World Wide Technology Raceway      | World Wide Technology Raceway at Gateway    | Madison, IL        |
| 12   | 4 september  | Indy Lights Grand Prix of Portland                | Portland International Raceway              | Portland, OR       |
| 13   | 10 september | Indy Lights Grand Prix of Monterey                | WeatherTech Raceway Laguna Seca             | Monterey, CA       |
| 14   | 11 september | Indy Lights Grand Prix of Monterey                | WeatherTech Raceway Laguna Seca             | Monterey, CA       |

## Uitslagen
| Ronde | Race            | Poleposition        | Snelste ronde       | Meeste ronden aan de leiding | Winnaar             | Winnaar                                  |
| Ronde | Race            | Poleposition        | Snelste ronde       | Meeste ronden aan de leiding | Coureur             | Team                                     |
| ----- | --------------- | ------------------- | ------------------- | ---------------------------- | ------------------- | ---------------------------------------- |
| 1     | St. Petersburg  | Hunter McElrea      | Christian Rasmussen | Christian Rasmussen          | Matthew Brabham     | Andretti Autosport                       |
| 2     | Birmingham      | Linus Lundqvist     | Christian Rasmussen | Linus Lundqvist              | Linus Lundqvist     | HMD Motorsports with Dale Coyne Racing   |
| 3     | Indianapolis GP | Linus Lundqvist     | Linus Lundqvist     | Danial Frost                 | Danial Frost        | HMD Motorsports with Dale Coyne Racing   |
| 4     | Indianapolis GP | Linus Lundqvist     | Matthew Brabham     | Linus Lundqvist              | Linus Lundqvist     | HMD Motorsports with Dale Coyne Racing   |
| 5     | Detroit         | Linus Lundqvist     | Linus Lundqvist     | Linus Lundqvist              | Linus Lundqvist     | HMD Motorsports with Dale Coyne Racing   |
| 6     | Detroit         | Linus Lundqvist     | Linus Lundqvist     | Linus Lundqvist              | Linus Lundqvist     | HMD Motorsports with Dale Coyne Racing   |
| 7     | Road America    | Sting Ray Robb      | Sting Ray Robb      | Christian Rasmussen          | Christian Rasmussen | Andretti Autosport                       |
| 8     | Mid-Ohio        | Hunter McElrea      | Hunter McElrea      | Hunter McElrea               | Hunter McElrea      | Andretti Autosport                       |
| 9     | Iowa            | Hunter McElrea      | Matthew Brabham     | Hunter McElrea               | Hunter McElrea      | Andretti Autosport                       |
| 10    | Nashville       | Linus Lundqvist1    | Sting Ray Robb      | Linus Lundqvist              | Linus Lundqvist     | HMD Motorsports with Dale Coyne Racing   |
| 11    | Gateway         | Linus Lundqvist     | Benjamin Pedersen   | Linus Lundqvist              | Matthew Brabham     | Andretti Autosport                       |
| 12    | Portland        | Benjamin Pedersen   | Matthew Brabham     | Benjamin Pedersen            | Benjamin Pedersen   | Global Racing Group with HMD Motorsports |
| 13    | Laguna Seca     | Sting Ray Robb      | Sting Ray Robb      | Sting Ray Robb               | Sting Ray Robb      | Andretti Autosport                       |
| 14    | Laguna Seca     | Christian Rasmussen | Sting Ray Robb      | Christian Rasmussen          | Christian Rasmussen | Andretti Autosport                       |

## Kampioenschap
| Pos | Rijder              | STP  | ALA | IMS | IMS | DET | DET | RDA | MOH | IOW | NAS  | GAT | POR | LAG | LAG | Punten |
| --- | ------------------- | ---- | --- | --- | --- | --- | --- | --- | --- | --- | ---- | --- | --- | --- | --- | ------ |
| 1   | Linus Lundqvist     | 3    | 1L* | 5L  | 1L* | 1L* | 1L* | 4   | 3   | 4L  | 11L* | 2L* | 3   | 6   | 4   | 575    |
| 2   | Sting Ray Robb      | 4    | 3   | 3   | 3   | 11  | 3   | 2L  | 5   | 5   | 2    | 6   | 6   | 1L* | 2   | 483    |
| 3   | Matthew Brabham     | 1L   | 7   | 10  | 9   | 3   | 4   | 6   | 2   | 3   | 4    | 1L  | 2   | 8   | 3   | 471    |
| 4   | Hunter McElrea      | 14L  | 12  | 2L  | 6   | 12  | 2   | 3   | 1L* | 1L* | 3    | 5   | 5   | 3   | 8   | 460    |
| 5   | Benjamin Pedersen   | 2    | 2   | 11  | 4   | 2   | 6   | 11  | 6   | 9   | 6    | 3   | 1L* | 5   | 6   | 444    |
| 6   | Christian Rasmussen | 12L* | 11  | 4L  | 2   | 13  | 13  | 1*  | 4   | 2   | 5    | 12  | 7   | 2   | 1L* | 440    |
| 7   | Danial Frost        | 5    | 4   | 1L* | 7   | 10  | 5   | 8   | 13  | 7   | 10   | 4   | 10  | 7   | 7   | 382    |
| 8   | Jacob Abel          | 10   | 6   | 8   | 5   | 14  | 12  | 5   | 11  | 6   | 9    | 7   | 4   | 4   | 5   | 355    |
| 9   | Kyffin Simpson      | 11   | 5   | 12  | 8   | 5   | 7   | 9   | 9   | 11  | 8    | 10  | 9   | 12  | 12  | 312    |
| 10  | Ernie Francis jr.   | 7    | 8   | 9   | 10  | 9   | 10  | 10  | 10  | 8   | 11   | 9   | 8   | 11  | 13  | 299    |
| 11  | Christian Bogle     | 9    | 14  | 7   | 14  | 4   | 14  | 12  | 7   | 10  | 7    | 11  | 11  | 9   | 10  | 298    |
| 12  | James Roe jr.       | 13   | 13  | 13  | 13  | 7   | 9   | 7   | 12  | 13  | 12   | 8   |     |     |     | 219    |
| 13  | Antonio Serravalle  | 8    | 9   | 6   | 11  | 6   | 8   | 13  | 8   | 12  |      |     |     |     |     | 204    |
| 14  | Ryan Phinny         |      |     | 14  | 12  | 8   | 11  |     |     |     |      |     |     |     |     | 77     |
| 15  | Flinn Lazier        |      |     |     |     |     |     |     |     |     |      |     | 12  | 13  | 11  | 54     |
| 16  | Manuel Sulaimán     | 6    | 10  |     |     |     |     |     |     |     |      |     |     |     |     | 48     |
| 17  | Nolan Siegel        |      |     |     |     |     |     |     |     |     |      |     |     | 10  | 9   | 42     |
| Pos | Rijder              | STP  | ALA | IMS | IMS | DET | DET | RDA | MOH | IOW | NAS  | GAT | POR | LAG | LAG | Punten |

| Kleur       | Resultaat                       |
| ----------- | ------------------------------- |
| Goud        | Winnaar                         |
| Zilver      | 2de plaats                      |
| Brons       | 3de plaats                      |
| Groen       | 4de en 5de plaats               |
| Lichtblauw  | 6de–10de plaats                 |
| Donkerblauw | Gefinisht (buiten de Top 10)    |
| Paars       | Niet gefinisht                  |
| Rood        | Niet gekwalificeerd (DNQ)       |
| Bruin       | Teruggetrokken (Wth)            |
| Zwart       | Gediskwalificeerd (DSQ)         |
| Wit         | Niet Gestart (DNS)              |
| Blank       | Nam geen deel aan de race (DNP) |
| Blank       | Niet geracet                    |

| Toegevoegde info |                                         |
| vet              | Pole positie (1 punt)                   |
| cursief          | Snelste ronde                           |
| L                | Ronde geleid (1 punt)                   |
| *                | Meeste ronden aan de leiding (2 punten) |
| 1                | Geen kwalificatie                       |

| Kleur       | Resultaat                       |
| ----------- | ------------------------------- |
| Goud        | Winnaar                         |
| Zilver      | 2de plaats                      |
| Brons       | 3de plaats                      |
| Groen       | 4de en 5de plaats               |
| Lichtblauw  | 6de–10de plaats                 |
| Donkerblauw | Gefinisht (buiten de Top 10)    |
| Paars       | Niet gefinisht                  |
| Rood        | Niet gekwalificeerd (DNQ)       |
| Bruin       | Teruggetrokken (Wth)            |
| Zwart       | Gediskwalificeerd (DSQ)         |
| Wit         | Niet Gestart (DNS)              |
| Blank       | Nam geen deel aan de race (DNP) |
| Blank       | Niet geracet                    |

| Toegevoegde info |                                         |
| vet              | Pole positie (1 punt)                   |
| cursief          | Snelste ronde                           |
| L                | Ronde geleid (1 punt)                   |
| *                | Meeste ronden aan de leiding (2 punten) |
| 1                | Geen kwalificatie                       |

| Positie | 1  | 2  | 3  | 4  | 5  | 6  | 7  | 8  | 9  | 10 | 11 | 12 | 13 | 14 | 15 | 16 | 17 | 18 | 19 | 20 |
| ------- | -- | -- | -- | -- | -- | -- | -- | -- | -- | -- | -- | -- | -- | -- | -- | -- | -- | -- | -- | -- |
| Punten  | 50 | 40 | 35 | 32 | 30 | 28 | 26 | 24 | 22 | 20 | 19 | 18 | 17 | 16 | 15 | 14 | 13 | 12 | 11 | 10 |

1986 ·
1987 ·
1988 ·
1989 ·
1990 ·
1991 ·
1992 ·
1993 ·
1994 ·
1995 ·
1996 ·
1997 · 
1998 ·
1999 ·
2000 ·
2001 ·
2002 ·
2003 ·
2004 ·
2005 ·
2006 ·
2007 ·
2008 ·
2009 ·
2010 ·
2011 ·
2012 ·
2013 ·
2014 ·
2015 ·
2016 ·
2017 ·
2018 ·
2019 ·
2020 ·
2021 ·
2022 ·
2023 ·
2024 ·
2025

Lijst van coureurs